# Ириней (Чирич)
Епи́скоп Ирине́й (серб. Епископ Иринеј, в миру Йован Чирич, серб. Јован Ћирић; 19 апреля (1 мая) 1884, Карловиц, Австро-Венгрия — 6 апреля 1955, Нови-Сад, Социалистическая Федеративная Республика Югославия) — епископ Карловацкого патриархата, впоследствии Сербской православной церкви, епископ Бачский.

## Биография
Родился 19 апреля 1884 года в австро-венгерском городе Карловиц (ныне Сремски-Карловци в Сербии) в семье Исидора, сербского народного церковного секретаря, и Эвелины, урождённой Кречаревич.
В 1902 году окончил гимназию в Нови-Саде. Принят в число студентов Московской духовной академии по определению совета Академии от 6 октября 1902 года. Окончил академию в 1906 году. Изучал философию на философском факультете Венского университета, где был выдвинут на соискание степени доктора семитологии.
В 1909 году заведовал патриаршей библиотекой в Карловцах, а в сентябре того же года был избран доцентом Карловацкой духовной семинарии по Ветхому Завету, археологии и древнееврейскому языку. Одно время преподавал литургику.
Перед Рождеством 1910 года архимандритом Августином (Бошняковичем) в монастыре Хопово был пострижен в монашество.
В 1911—1912 года преподавал Закон Божий в Карловацкой гимназии.
На Рождество того же года патриархом Карловацким Лукианом рукоположён в сан иеродиакона, а в 1912 году стал патриаршим архидиаконом.
Когда Священный архиерейский синод создал комиссию по переводу Священного Писания на сербский язык, Ириней был включён в её состав. Как профессор переводил ветхозаветные тексты с древнееврейского языка, сопроводив из своими комментариями.
5 июня 1919 года был избран епископом Тимокским, после чего в Сремских Карловцах рукоположён епископом Темишварским Георгием (Летичем) в сан иеромонаха и возведён им же в сан архимандрита. 15 июня в Белградской соборной церкви хиротонисан во епископа Тимокского. Хиротонию совершили архиепископ Белградский и митрополит Сербский Димитрий (Павлович), епископ Велешско-Дебарский Варнава (Росич), епископ Нишский Досифей (Васич), епископ Жичский Николай (Велимирович) и викарный епископ Иларион (Зеремский).
24 ноября 1921 года по собственному желанию был переведён на Бачскую епархию. На престол Бачских епископов вступил 9 февраля 1922 года.
Епископ Ириней в значительной степени способствовал развитию сербской богословской литературы, им было опубликовано значительное количество статей в богословских журналах Сербской православной церкви. Он был поэтом, переводчиком и проповедником православия в Лондоне, Глазго, Оксфорде, Париже, Берне, Стокгольме, Вене, Авиньоне, Софии и Константинополе.
В 1927 году епископа Иринея направили в Подкарпатскую Русь и Восточную Словакию для организации православных епархий в этих странах. Он представлял Сербскую церковь на международном уровне, в том числе в 1930 году в Лондоне в комиссии Ламбетской конференции.
18 октября 1931 году вместе с митрополитами Фиатирским Германом (Стринопулосом), Тирским и Сидонским Феодосием (Абурджели), Триккским и Стагонским Поликарпом (Захосом), Пафским Леонтием (Леонтиу) в присутствии англиканских епископов и прелатов совершили в лондонской церкви Константинопольского патриархата литургию Иоанна Златоуста, после которой епископ Ириней произнёс на русском языке горячую проповедь о страданиях и мученическом венце Русской церкви, которую по частям переводили на греческий язык.
27—28 октября 1931 года участвовал в православно-старокатолической конференции в Бонне, где представлял Сербскую православную церковь.
В конце 1933 года епископ Ириней в составе официальной миссии посетил патриарха Константинопольского и Священный синод Константинопольской патриархии.
Во время венгерской оккупации (1941—1944) территории своей епархии спас сотни сербских детей из венгерского концлагеря под г. Шарвар. Состоял членом верхней палаты парламента Венгрии.
После установления коммунистического режима 17 месяцев находился под домашним арестом по обвинению в «бездействии по защите сербов». Они организовали демонстрации и называли епископа «фашистом, венгерским прихвостнем и душегубом». При этом коммунисты забросали здание камнями. На праздник Преображения Господня в 1946 году епископ Ириней отправился в село Оджаци на освящение новой церкви. Как только епископ Ириней в архиерейском одеянии вышел из храма и повёл литию вокруг церкви, бросились на него и окружавшее его духовенство. Они кричали, бранились, богохульствовали, бросали камнями в епископа Иринея, священников и народ. Один камень попал владыке в затылок. Епископ Ириней упал, а продолжали с ещё большей жестокостью бить его и осыпать камнями. Диакон Ружич лёг на залитого кровью архиерея, чтобы защитить его своим телом. Священник Миленко Цвеянов из Сивца попытался задержать обезумевшую толпу, однако пал под ударами ножа. Епископ Ириней не смог оправиться от полученных травм — у него развилась сухотка спинного мозга. До конца своей жизни большую часть времени он провёл на больничной койке. Когда боль усиливалась, он говорил: «Чем больше мучаюсь, тем больше Богу молюсь». Однако и после этого коммунисты часто вламывались в его дом, угрожали, а однажды ночью привязали к кровати.
Скончался 6 апреля 1955 года и похоронен на Благовещение в крипте соборной церкви в Нови-Саде.

## Канонизация
В мае 2022 года решением Священного архиерейского собора Сербской православной церкви был причислен к лику святых.
2 октября 2022 года в городе Нови-Сад (Сербия) за Божественной литургией, которую возглавил Патриарх Сербский Порфирий, состоялась торжественная канонизация святителя Иринея, епископа Бачского, исповедника веры, и святых мучеников Бачских.
24 августа 2023 года решением Священного Синода РПЦ включён в месяцеслов Русской православной церкви.